# Acquario nazionale di Malta
L'Acquario Nazionale di Malta (Malta National Acquarium in inglese, Akkwarju Nazzjonali ta' Malta in maltese) è un acquario situato a Qawra, sull'Isola di Malta. È il più grande acquario delle isole maltesi ed ospita più di 175 differenti specie fra pesci, molluschi e rettili.

## Storia
Il progetto per la creazione di un acquario nazionale a Malta si può far risalire al 1993. All'originaria idea di edificarlo vicino a Marsascala venne tuttavia preferita la cittadina di Qawra, più facilmente raggiungibile dai turisti e più vicina a Buġibba e San Pawl il-Baħar, ai tempi carenti di strutture ricettive.
Il museo è stato finanziato con fondi provenienti dall'Unione europea (circa il 49%) ed è stato inaugurato nell'ottobre 2013, dopo due anni di lavori.

## Descrizione
L'edificio che ospita l'Acquario, la cui forma ricorda una stella marina stilizzata, è situato sul lungomare ed è fornito di alcune strutture ricreative per bambini ed un ristorante.
All'interno il museo ospita più di 175 specie animali diverse, suddivise in vasche che riproducono alcuni degli scenari subacquei tipici delle isole maltesi. La vasca principale, di 12 metri di diametro, consente al visitatore di camminare al di sotto di una speciale galleria, e di vedere le specie marine al suo interno.
Oltre a pesci e molluschi il museo ospita anche un terrario con diverse vasche contenenti rettili, anfibi (rane, camaleonti e serpenti fra gli altri) ed invertebrati esotici.
L'Acquario è una delle attrazioni turistiche più visitate a Malta, ed ha contribuito all'incremento dei visitatori provenienti dall'estero negli ultimi anni. Fra le specie ospitate nell'Acquario vi sono, fra gli altri, esemplari di squali gatto, pesci pagliaccio, polpi e diversi tipi di meduse, accolte in apposite vasche tematiche.
Nel 2020, a causa della chiusura temporanea del sito dovuta alla Pandemia di COVID-19 a Malta, sono stati intrapresi dei lavori di manutenzione ed ampliamento del sito.